# Lacul Sofian
Lacul Sofian (în rusă Сафьяны, în ucraineană Саф'яни) este un lac natural cu apă dulce, situat în lunca formată pe cursul inferior al Dunării, în sudul Basarabiei. El se află situat pe teritoriul Raionului Ismail din regiunea Odesa (aflată în sud-vestul Ucrainei), la o mică distanță de orașul Ismail.
Lacul Sofian are o suprață variabilă între 250 - 420 de hectare. Lacul are o lungime de 6.5 km, iar lățimea maximă este de 1 km. Adâncimea medie a lacului este de aproximativ 0.8–1 m, cea maximă fiind de 3.5–4 m.  

## Geografia
Bazinul lacului are o formă alungită. Malurile de nord și de vest ale lacului sunt mai înalte și uneori abrupte, în timp ce cele de est și de sud sunt joase și nisipoase. Fundul adânc al lacului se află acoperit cu un strat de mâl negru pe bază de hidrogen sulfurat, iar fundul mai puțin adânc este nisipos. 
În partea de est, Lacul Sofian este legat de Lacul Catalpug printr-un canal strâmt prin care trec peștii, iar în partea de sud este legat de Dunăre printr-un canal mai lung. În trecut, Lacul Catalpug a fost un rezervor unde erau colectate apele Dunării când acestea depășeau cotele de inundații.
Pe malul lacului se află satele Sofian-Trubaiovca (nord-vest) și Necrasovca-Veche (sud).

## Hidrografie
Lacul Sofian este aprovizionat cu apă în special ca urmare a schimbului de apă cu Dunărea și cu lacul Catalpug. În sezoanele ploioase, ploile și zăpezile produc o creștere a suprafeței lacului. 
Temperatura la suprafață a apei poate atinge vara un maxim de 25-26°C. În sezonul de iarnă, lacul îngheață la suprafață. Apele lacului sunt folosite pentru irigații.  

## Flora și fauna
Aflat în lunca Dunării, în apropiere de Delta Dunării, Lacul Sofian dispune de o bogată vegetație acvatică. Flora este reprezentată de plante subacvatice (alge filamentoase, mătasea broaștei), semiacvatice (stuf, troscot de apă, papură, țipirig, rogoz, stânjenei) și plutitoare (nuferi albi și galbeni - în special în partea de sud). Pe malurile lacului (în special în partea de sud) își fac cuiburi păsările migratoare (lebede, rațe, pescăruși ș.a.). 
Lacul este bogat în pește, aici viețuind mai multe specii de pești și anume: biban, crap, știucă etc. Pescuitul are caracter industrial, în apropierea satelor existând ferme piscicole. În prezent, sunt luate măsuri pentru a proteja resursele naturale ale lacului, inclusiv prin introducerea de perioade de prohibiție (în care pescuitul este interzis).